# Носирєв Євгеній Романович
Носирєв Євгеній Романович (22 травня 1919, Чита — 10 квітня 1989, Київ) — визначний український гобоїст, професор-педагог, вчений-музикознавець, кандидат мистецтвознавства.

## Біографія
Закінчив в 1943 р. Рязанське музичне училище по класу гобоя (клас Григорова), в 1949 р. — Московську консерваторію ім. П. І. Чайковського (клас М. Іванова). Паралельно з навчанням в консерваторії навчався у Московському університеті на кафедрі іноземних мов: англійська, німецька, італійська. В роки Другої світової війни через скрутне матеріальне становище був вимушений перервати навчання. Деякий час працював у симфонічному оркестрі м. Кисловодська, але на вимоги свого професора М. Іванова повернувся до Москви, щоб закінчити консерваторію. Після закінчення консерваторії у 1949&-1962 роках працював солістом симфонічного оркестру Саратовської філармонії, вів клас гобою в Саратовській консерваторії ім. Собінова (до 1966 р.).
В 1959 р. захистив кандидатську дисертацію з історії та методики навчання гри на гобої і йому був присвоєний титул кандидат мистецтвознавства. З 1960 р. доцент, з 1969 р. виконує обов'язки професора, а з 1975 р. — професор.
В 1966 р. Носирєв Є. Р. був запрошений очолити кафедру духових та ударних інструментів Донецького музично-педагогічного інституту, де працював до 1971 року. З 1971 р. очолює кафедру духових та ударних інструментів Київської державної консерваторії ім. П. І. Чайковського і веде клас гобою. Очоливши кафедру, Носирєв Є. Р. підняв престиж духового виконавства в Україні, а саме за його активної участі було підготовлено й проведено республіканський конкурс виконавців на духових інструментах в 1976 р., сприяв розширенню педагогічного складу духової кафедри, доцентів та професорів. За його активної участі та при допомозі педагогів духової кафедри був створений Державний духовий оркестр України (нині Національний духовий оркестр України).
Похований на міському кладовищі м. Києва «Берковець».

## Педагогічна та творча праця
На посаді завідувача кафедри був з 1971 р. по 1975 р., а з 1975 р. по 1984 р. Носирєв був призначений проректором з наукової праці Київської державної консерваторії ім. П. І. Чайковського. Він є автором багатьох теоретичних праць з історії музики, зокрема з історії духового виконавства України та СРСР,методики навчання гри на гобої та історії гобою.
Серед його учнів саратовсько-донецького періоду:
- Тарасов, викладач класу гобою в м. Чебоксари (педагог Любимова),
- В. Панькін, соліст державного симфонічного оркестру України та симфонічного оркестру Держтелерадіо України,
- Є. Хохолков, викладач Донецького музично-педагогічного інституту та соліст симфонічного оркестру Маріїнського театру в Ленінграді,
- Б. Слюсарєв, соліст симфонічного оркестру Запорізької філармонії та соліст військового духового оркестру міністерства оборони СРСР, а потім Росії,
- В. Носков, викладач,
- П. Свіридов, соліст симфонічного оркестру Запорізької філармонії.

Київський період:
- А. Кулик — соліст державного симфонічного оркестру України та симфонічного оркестру дитячої опери в Києві,
- В. Черніговський — соліст симфонічного оркестру Дніпропетровської опери та Державного симфонічного оркестру України,
- В. Возняк — викладач,
- М. Севрук — соліст симфонічного оркестру Державної телерадіо компанії України та викладач Київського музичного училища ім. Р. М. Глієра,
- В. Міщенко — соліст оркестру народних інструментів Держтелерадіо України та Державного симфонічного оркестру України,
- В. Романюк — соліст Естрадно-симфонічного оркестру України,
- І. Пономар — соліст Державного естрадно-симфонічного оркестру України та симфонічного оркестру Львівської філармонії,
- П. Федьків та ін.

Євгеній Романович Носирєв належав до музикантів та педагогів, які зробили значний внесок у розвиток духового музичного виконавства, історії та методики навчання гри на гобої. Був виваженою, інтелігентною людиною. Дуже добре розумівся в історії, мистецтві, філології та іноземних мовах. В науковій роботі консерваторії залишив після себе помітний вклад, систематизував науковий процес, та залучив до творчого процесу шляхом досліджень та методичних праць багатьох викладачів, доцентів та професорів, як старшого так і молодшого покоління консерваторії. До студентів завжди ставився по-батьківськи, був дуже ввічливий і ніколи не поводився зверхньо. Мав великий перегляд у модерних трендах по виробі гобоїв, тростин, нотної та методичної літератури, нетрадиційних способах гри та прийомів витворення тонів, та акордів на гобої, ланцюгового дихання. Він, знаючи мови, підтримував зв'язки з багатьма закордонними педагогами, музикантами та вченими в області музикознавства і духової музики. Сорок років продовжувалась педагогічна діяльність Носирєва Є. Р. у вищих навчальних закладах Саратова, Донецька, Києва. Його учні працюють солістами-гобоїстами в багатьох симфонічних, оперних і камерних оркестрах, викладають в музичних училищах і консерваторіях України і за кордоном.